# 愛し生きること/MAGIC WORD
『愛し生きること/MAGIC WORD』（いとしいきること/マジック ワード）は、King & Princeの14枚目となるシングル。2023年11月8日に発売された。

## 概要
アルバム『ピース』を引っさげて行われた全国アリーナツアー初日の8月27日にリリース情報が発表された。当初のタイトルは『愛し生きること』で、同日から予約も開始されたが、9月14日に「MAGIC WORD」が加わったダブルAサイドシングルとしての発売になることが発表された。
「愛し生きること」は、嘘か本当か分からないものに振り回されそうになるとき、誰しもが身近な人に支えられていて、自分にとって大切な存在がいるからこそ、どんな現実も受け入れて進んでいくことができるというメッセージを込めた、ピアノとストリングスが奏でられる壮大なバラード曲。五十嵐律人の同名ミステリー小説を原作とした11月10日公開の永瀬廉主演の東映配給映画『法廷遊戯』の主題歌に起用されることもツアーの10月1日夜公演で発表された。永瀬はこの曲が映画のために作られた楽曲であることや、〈今世界が朽ち果て崩れようともこの胸に誓い合った君と描いたストーリー〉という部分など、自身が演じるセイギと杉咲花演じる美鈴を連想しながらレコーディングに臨んだ部分もあること、OKテイクの音源を聴いたが自分の声の表現に納得がいかない部分があったため、普段はあまり言わない録り直しを自ら願い出て歌唱し直したことを明かしている。9月25日には都塚富士丸が監督をつとめるMVがYouTubeで公開されたが、これまでのように「YouTube Edit」としてではなく、フルサイズで公開された。〈今、世界は朽ち果て、崩れようとしている〉という髙橋の語りから始まる、世界が終わる直前の日を舞台に、荒廃した世界で1人の少女と出会ったことで自由や命、愛の意味を心の底から求めるというドラマ仕立ての作品となっているが、「2人の演技力が最大に引き出されてる」「映画みてるみたい」といった声が多く聞かれ、9月17日に最終回を迎えたTBS系ドラマ『VIVANT』を想起させるシーンもあったことからその壮大さが話題になり、公開から2日で100万回再生を突破した。なお、初回限定盤AにはこのMVおよび「Lip Sync ver.」と「Behind the scenes」が収録されている。
「MAGIC WORD」は、家族や身近な人を守るために強くなりたいという思いを力強いグルーブ感、切なさや儚さの表現の対比、繊細な歌詞で綴るアップテンポなナンバー。相葉雅紀主演、むとうひろしの同名漫画を実写化したコメディドラマ『今日からヒットマン』の主題歌に起用された。10月16日20時にYouTubeで公開されたMVでは、「闇と光」「青と黄」という相反するふたつの異なる存在や世界でそれぞれが思いを馳せて歌っており、初回限定盤BにはこのMVおよびリップシンクバージョン、ビハインド映像も収録されている。振付はクールながらもサビではお互いアイコンタクトを交わしており、シンクロするダンスにも注目してほしいと2人は述べている。

## リリース
初回限定盤A・B（CD+DVD）、通常盤、ファンクラブ限定のDear Tiara盤（CDのみ）の4形態で発売。

### 特典
先着外付け特典
- 初回限定盤A：フォトカード（A6）
- 初回限定盤B：クリアポスター（A4）
- 通常盤（初回プレス）：5周年ロゴキーリング
- Dear Tiara盤：ステッカーシート（A6）

初回封入特典
視聴期間：11月7日昼12時 - 11月21日18時
- 初回限定盤A：「愛し生きること / MAGIC WORD」Recording Movie
- 初回限定盤B：野球盤対決 真のヒットマンになれ！
- 通常盤(初回プレス)：「愛し生きること / MAGIC WORD」Jacket Shooting Making

封入特典
- 初回限定盤A：トレーディングカードAタイプ 1種
- 初回限定盤B：トレーディングカードBタイプ 1種
- 通常盤（初回プレス）：トレーディングカードCタイプ 1種

ツアー会場限定特典
ライブ『King & Prince LIVE TOUR 2023 〜ピース〜』5会場（宮城・北海道・福岡・神奈川・新潟）での開催中、UNIVERSAL MUSIC STOREにて予約可能。
- チケットホルダー 1種（3形態共通）

### 仕様
- 初回限定盤A/B：スリーブケース付2Dケース仕様[22]
- 通常盤（初回プレス）：3Pケース[22]
- Dear Tiara盤：LPサイズ紙ジャケット、フォトブックレット20P[22]

## 収録曲
クレジット出典

### CD

#### 初回限定盤A
1. 愛し生きること［4:09］
作詞：YU-G / 作曲：SHIBU、YU-G / 編曲：SHIBU
2. MAGIC WORD［3:33］
作詞：Giz'Mo（from Jam9）、木村友威 / 作曲：Giz'Mo（from Jam9）、Eunsol（1008）、石黑剛 / 編曲：Eunsol（1008）、石黑剛
3. 1999［3:34］
作詞：海人 / 作曲：WUNDER RiKU、Arie Burshtein、Netta Nimrodi、Kevin Charge / 編曲：GRP
今までの環境や愛おしい空間から旅立つときなどの「行ってきます」という気持ちを歌った楽曲。自分達のことを歌っていることもあり、髙橋と永瀬がともに1999年生まれであることからこのタイトルがつけられた[28]。

#### 初回限定盤B
※『MAGIC WORD/愛し生きること』として発売
1. MAGIC WORD
2. 愛し生きること
3. plan d［3:10］
作詞：EMI K.Lynn / 作曲：Jimmy Claeson、Atsushi Shimada、Kenichi Sakamuro / 編曲：Atsushi Shimada

#### 通常盤
1. 愛し生きること
2. MAGIC WORD
3. One Sided Love［3:44］
作詞：栗原暁 / 作曲：栗原暁、前田佑 / 編曲：前田佑
  - 健栄製薬ヒルマイルドCMソング[29]

#### Dear Tiara盤
1. 愛し生きること
2. MAGIC WORD
3. 僕らのバカンス
作詞：T/s! / 作曲・編曲：T/s!、長浜駿平

### DVD

#### 初回限定盤A
- 「愛し生きること」Music Video
- 「愛し生きること」Music Video -Lip Sync ver.-
- 「愛し生きること」Music Video Shooting Behind the scenes

#### 初回限定盤B
- 「MAGIC WORD」Music Video
- 「MAGIC WORD」Music Video -Lip Sync ver.-
- 「MAGIC WORD」Music Video Shooting Behind the scenes

## チャート成績
初週34.8万枚を売り上げ、2023年11月20日付「オリコン週間シングルランキング」で初登場1位を獲得。14作連続・通算14作目、今年度3作目の1位となり、「デビュー（1st）シングルからの連続初週売上30万枚超え作品数」の歴代1位記録も更新した。同日付の「オリコン週間合算シングルランキング」でも35.0万PT（350,018PT）を記録し、初登場1位を獲得。通算12作目の週間30万PT超えとなり、「合算シングル週間30万PT超え作品数」の記録も、乃木坂46と並んでいた歴代1位タイから歴代単独1位となった。